# Pietro della Palude
Pietro della Palude o da Palude o Paludano (in francese Pierre de la Palu o La Palud, in latino Petrus de Palude o Paludanus; Varambon, 1277 circa – Parigi, 13 gennaio 1342) è stato un teologo, patriarca cattolico e frate domenicano francese.

## Biografia
Entrò nell'ordine a Lione, studiò a Parigi e diventò dottore e maestro di teologia nel 1314.
Fu due volte definitore presso il capitolo generale. Papa Giovanni XXII gli inviò una delegazione nel 1318 e poi gli commissionò l'esame degli scritti di Pietro di Giovanni Olivi e infine nel 1329 lo nominò patriarca latino di Gerusalemme, carica in cui negoziò col sultano. Nel 1332 fu chiamato dal re di Francia a presiedere un seminario teologico a Versailles. Dal 17 luglio 1336 fu vescovo di Couserans.

## Genealogia episcopale
La genealogia episcopale è:
- Papa Giovanni XXII
- Patriarca Pietro della Palude, O.P.

## Opere
- (LA) In quartum sententiarum, Venezia, Ottaviano Scoto, 1493.